# Okręg wyborczy nr 6 do Parlamentu Europejskiego w Polsce
Okręg wyborczy nr 6 do Parlamentu Europejskiego w Polsce – okręg wyborczy obejmujący teren województwa łódzkiego, z siedzibą okręgowej komisji wyborczej w Łodzi.

## Wyniki wyborów
| Podział 4 mandatów: Samoobrona: 1 PSL: 1 PO: 1 LPR: 1 |

| Podział 3 mandatów: PO: 2 PiS: 1 |

| Podział 2 mandatów: PO: 1 PiS: 1 |

| Podział 3 mandatów: KE: 1 PiS: 2 |

| Podział 2 mandatów: KO: 1 PiS: 1 |

## Reprezentanci okręgu
| PE   | Rok  | Poseł KW | Poseł KW             | Poseł KW             | Poseł KW                               | Poseł KW           | Poseł KW     | Poseł KW | Poseł KW            |
| ---- | ---- | -------- | -------------------- | -------------------- | -------------------------------------- | ------------------ | ------------ | -------- | ------------------- |
| VI   | 2004 |          | J. Saryusz-Wolski PO |                      | J. Wojciechowski PSL (2004) PiS (2009) |                    | U. Krupa LPR |          | B. Golik Samoobrona |
| VII  | 2009 |          | J. Saryusz-Wolski PO |                      | J. Wojciechowski PSL (2004) PiS (2009) | J. Skrzydlewska PO | —            | —        |                     |
| VIII | 2014 | —        | —                    |                      | J. Wojciechowski PSL (2004) PiS (2009) |                    | —            | —        |                     |
| VIII | 2016 | —        | —                    | U. Krupa PiS         |                                        |                    | —            | —        |                     |
| IX   | 2019 |          | M. Belka KE          | W. Waszczykowski PiS |                                        | J. Kopcińska PiS   | —            | —        |                     |
| X    | 2024 |          | D. Joński KO         | W. Buda PiS          | —                                      | —                  | —            | —        |                     |

### Wybory do Parlamentu Europejskiego 2004
| Komitet wyborczy                                      | Komitet wyborczy                                                      | Głosów | %     | Mandaty | Wybrani posłowie     |
| ----------------------------------------------------- | --------------------------------------------------------------------- | ------ | ----- | ------- | -------------------- |
|                                                       | Platforma Obywatelska RP                                              | 91 331 | 23,20 | 1       | Jacek Saryusz-Wolski |
|                                                       | Liga Polskich Rodzin                                                  | 66 394 | 16,87 | 1       | Urszula Krupa        |
|                                                       | Samoobrona Rzeczpospolitej Polskiej                                   | 53 120 | 13,50 | 1       | Bogdan Golik         |
|                                                       | Polskie Stronnictwo Ludowe                                            | 41 089 | 10,44 | 1       | Janusz Wojciechowski |
|                                                       | KKW Sojusz Lewicy Demokratycznej – Unia Pracy                         | 38 878 | 9,88  | –       |                      |
|                                                       | Prawo i Sprawiedliwość                                                | 36 404 | 9,25  | –       |                      |
|                                                       | KWW Socjaldemokracji Polskiej                                         | 18 153 | 4,61  | –       |                      |
|                                                       | Unia Wolności                                                         | 15 251 | 3,87  | –       |                      |
|                                                       | Unia Polityki Realnej                                                 | 9415   | 2,39  | –       |                      |
|                                                       | KKW Krajowa Partia Emerytów i Rencistów – Partia Ludowo-Demokratyczna | 6535   | 1,66  | –       |                      |
|                                                       | Narodowy KWW                                                          | 4635   | 1,18  | –       |                      |
|                                                       | KWW Konfederacja Ruch Obrony Bezrobotnych                             | 4189   | 1,06  | –       |                      |
|                                                       | Inicjatywa dla Polski                                                 | 2318   | 0,59  | –       |                      |
|                                                       | KWW – Ogólnopolski Komitet Obywatelski „OKO”                          | 2270   | 0,58  | –       |                      |
|                                                       | Polska Partia Pracy                                                   | 1701   | 0,43  | –       |                      |
|                                                       | Narodowe Odrodzenie Polski                                            | 1090   | 0,28  | –       |                      |
|                                                       | Polska Partia Narodowa                                                | 826    | 0,21  | –       |                      |
| Frekwencja: 19,49% Źródło: Państwowa Komisja Wyborcza |                                                                       |        |       |         |                      |

### Wybory do Parlamentu Europejskiego 2009
| Komitet wyborczy                                      | Komitet wyborczy                                                       | Głosów  | %     | Mandaty | Wybrani posłowie                          |
| ----------------------------------------------------- | ---------------------------------------------------------------------- | ------- | ----- | ------- | ----------------------------------------- |
|                                                       | Platforma Obywatelska RP                                               | 204 798 | 42,74 | 2       | Jacek Saryusz-Wolski, Joanna Skrzydlewska |
|                                                       | Prawo i Sprawiedliwość                                                 | 134 947 | 28,16 | 1       | Janusz Wojciechowski                      |
|                                                       | KKW Sojusz Lewicy Demokratycznej – Unia Pracy                          | 62 923  | 13,13 | –       |                                           |
|                                                       | Polskie Stronnictwo Ludowe                                             | 32 390  | 6,74  | –       |                                           |
|                                                       | KKW Porozumienie dla Przyszłości – CentroLewica (PD+SDPL+Zieloni 2004) | 16 081  | 3,36  | –       |                                           |
|                                                       | Samoobrona Rzeczpospolitej Polskiej                                    | 9827    | 2,05  | –       |                                           |
|                                                       | Prawica Rzeczypospolitej                                               | 5966    | 1,25  | –       |                                           |
|                                                       | Unia Polityki Realnej                                                  | 4777    | 1,00  | –       |                                           |
|                                                       | Libertas                                                               | 3988    | 0,83  | –       |                                           |
|                                                       | Polska Partia Pracy                                                    | 3453    | 0,72  | –       |                                           |
| Frekwencja: 23,55% Źródło: Państwowa Komisja Wyborcza |                                                                        |         |       |         |                                           |

### Wybory do Parlamentu Europejskiego 2014
| Komitet wyborczy                                      | Komitet wyborczy                              | Głosów  | %     | Mandaty | Wybrani posłowie                    |
| ----------------------------------------------------- | --------------------------------------------- | ------- | ----- | ------- | ----------------------------------- |
|                                                       | Prawo i Sprawiedliwość                        | 177 654 | 37,92 | 1       | Janusz Wojciechowski, Urszula Krupa |
|                                                       | Platforma Obywatelska RP                      | 149 474 | 31,91 | 1       | Jacek Saryusz-Wolski                |
|                                                       | KKW Sojusz Lewicy Demokratycznej – Unia Pracy | 35 344  | 7,54  | –       |                                     |
|                                                       | Polskie Stronnictwo Ludowe                    | 29 615  | 6,32  | –       |                                     |
|                                                       | Nowa Prawica – Janusza Korwin-Mikke           | 29 202  | 6,23  | –       |                                     |
|                                                       | KKW Europa Plus Twój Ruch                     | 11 597  | 2,48  | –       |                                     |
|                                                       | Polska Razem Jarosława Gowina                 | 11 332  | 2,42  | –       |                                     |
|                                                       | Solidarna Polska Zbigniewa Ziobro             | 11 278  | 2,41  | –       |                                     |
|                                                       | KWW Ruch Narodowy                             | 5736    | 1,22  | –       |                                     |
|                                                       | Partia Zieloni                                | 3177    | 0,68  | –       |                                     |
|                                                       | Demokracja Bezpośrednia                       | 2846    | 0,61  | –       |                                     |
|                                                       | Samoobrona                                    | 1212    | 0,26  | –       |                                     |
| Frekwencja: 23,72% Źródło: Państwowa Komisja Wyborcza |                                               |         |       |         |                                     |

### Wybory do Parlamentu Europejskiego 2019
| Komitet wyborczy                                      | Komitet wyborczy                                 | Głosów  | %     | Mandaty | Wybrani posłowie                       |
| ----------------------------------------------------- | ------------------------------------------------ | ------- | ----- | ------- | -------------------------------------- |
|                                                       | Prawo i Sprawiedliwość                           | 426 046 | 46,69 | 2       | Joanna Kopcińska, Witold Waszczykowski |
|                                                       | KKW Koalicja Europejska PO PSL SLD .N Zieloni    | 347 620 | 38,09 | 1       | Marek Belka                            |
|                                                       | Wiosna Roberta Biedronia                         | 50 696  | 5,56  | –       |                                        |
|                                                       | KWW Konfederacja KORWiN Braun Liroy Narodowcy    | 37 899  | 4,15  | –       |                                        |
|                                                       | KWW Kukiz’15                                     | 32 476  | 3,56  | –       |                                        |
|                                                       | KKW Lewica Razem – Partia Razem, Unia Pracy, RSS | 17 849  | 1,96  | –       |                                        |
| Frekwencja: 46,92% Źródło: Państwowa Komisja Wyborcza |                                                  |         |       |         |                                        |

### Wybory do Parlamentu Europejskiego 2024
| Komitet wyborczy                                      | Komitet wyborczy                                                           | Głosów  | %     | Mandaty | Wybrani posłowie |
| ----------------------------------------------------- | -------------------------------------------------------------------------- | ------- | ----- | ------- | ---------------- |
|                                                       | Prawo i Sprawiedliwość                                                     | 292 596 | 38,60 | 1       | Waldemar Buda    |
|                                                       | KKW Koalicja Obywatelska                                                   | 252 318 | 33,29 | 1       | Dariusz Joński   |
|                                                       | Konfederacja Wolność i Niepodległość                                       | 83 098  | 10,96 | –       |                  |
|                                                       | KKW Lewica                                                                 | 75 285  | 9,93  | –       |                  |
|                                                       | KKW Trzecia Droga Polska 2050 Szymona Hołowni – Polskie Stronnictwo Ludowe | 44 780  | 5,91  | –       |                  |
|                                                       | KWW Bezpartyjni Samorządowcy – Normalna Polska w Normalnej Europie         | 6318    | 0,83  | –       |                  |
|                                                       | PolEXIT                                                                    | 1868    | 0,25  | –       |                  |
|                                                       | Polska Liberalna Strajk Przedsiębiorców                                    | 1699    | 0,22  | –       |                  |
| Frekwencja: 41,11% Źródło: Państwowa Komisja Wyborcza |                                                                            |         |       |         |                  |